# Wolfgang Riedel
Wolfgang Riedel, né le 19 décembre 1929 à Finkenkrug et mort le 12 novembre 2007 à Berlin, était un arbitre est-allemand de football. 
Commençant en 1955 en troisième division est-allemande, puis en 1958 en deuxième division, il officia en première division de 1960 à 1978, et fut arbitre international de 1964 à 1976. Il fut affilié à la ville de Falkensee puis à Berlin.

## Carrière
Il a officié dans des compétitions majeures : 
- Coupe de RDA de football 1964-1965 (finale)
- Coupe de RDA de football 1972-1973 (finale)